# Hassan Ababou
Pour les articles homonymes, voir Ababou.
Hassan Ababou est une personnalité politique marocaine. 

## Biographie

### Origine et enfance
Hassan Ababou est issu d’une famille makhzénienne de caïd(at)(s) et commis de l’Etat-Makhzen d'origine berbère marocaine, la famille Ababou.

### Carrière politique
Il est ministre du tourisme du Maroc indépendant de 10 juillet 1965 au 18 janvier 1968,,. 

### Autres fonctions notables
- Directeur commercial de la RAM jusqu'au 10 juillet 1965[2].
- Directeur général de la Caisse de dépôt et de gestion du Maroc à partir du 18 janvier 1968[5] jusque 1970[6].